# Вінниця (корвет)
«Вінниця» — корвет проєкту 1124П  (б/н А206, з 2018 року навчальний корабель) (шифр «Альбатрос», англ. Grisha-ІІ class corvette за класифікацією НАТО) багатоцільовий корабель прибережної дії Військово-Морських Сил України. Входив до складу 29-й дивізіону надводних кораблів (місце базування Очаків).

## Особливості проєкту
Проєкт 1124П — прикордонний варіант малого протичовнового корабля проєкту 1124, який вважається одним з найвдаліших малих багатоцільових кораблів другого покоління.
Кораблі проєкту 1124 мали потужне протичовнове озброєння — гідроакустичну станцію кругового пошуку з антеною випромінювача в підкільному обтікачі «Аргунь» та гідроакустичну станцію «Шелонь», що опускається з палуби, два двотрубних 533-мм торпедних апарати, дві реактивні бомбометні установки і глибинні бомби. З засобів самооборони на «Альбатросах» встановлювалися ЗРК «Оса-М» і артилерійська установка 3ІФ-72 (АК-725).
Кораблі проєкту 1124П відрізняються від базового проєкту відсутністю ЗРК самооборони «Оса-М». Замість нього в носі корабля розміщається артилерійська установка АК-725. Інша відмінність — наявність ходового містка на місці розташування стрільбової РЛС у кораблів проєкту 1124. Для доставки оглядових груп в склад озброєння було включено два швидкохідних катери
.
Будівництво прикордонних сторожових кораблів пр. 1124П для Морських частин прикордонних військ КДБ СРСР розпочалося в 1972 році на Зеленодольському суднобудівному заводі. Всього було побудовано чотирнадцять ПСКР цього проєкту.

## Історія корабля
Прикордонний сторожовий корабель з заводським номером 775 був закладений в елінгу Зеленодольського суднобудівного заводу (Татарстан) 23 грудня 1975 року. Зарахований в списки кораблів морських частин прикордонних військ КДБ СРСР 17 червня 1976 року.
Після спуску на воду 12 вересня 1976 року внутрішніми водними шляхами відбуксований в Азовське море, а звідти — на завод «Персей» (Севастополь) для добудови і наладочних і ходових випробувань.

### Служба в складі Морських частин прикордонних військ
Для проведення здаточних випробувань корабель був перебазований в Балаклаву.
Після підписання державною комісією акту про прийомку корабля, наказом командуючого Західним прикордонним округом № 0195 від 24 грудня 1976 року йому було присвоєно найменування «Дніпро» (рос. Днепр). 31 грудня 1976 року ПСКР «Дніпро» зарахований до 5-ї окремої Балаклавської бригади прикордонних сторожових кораблів Західного ОК МЧ КДБ СРСР.
Корабель брав участь в охороні державного кордону, економічної зони СРСР і рибальських промислів біля узбережжя Кримського півострова у Чорному морі.

- 1977 рік — перебував у кампанії в районі Чорного моря від острова Зміїний до Керченської протоки.
- 1978 рік — в кампанії в районі Чорного моря від порту Одеса до порту Новоросійськ.
- 1979 рік — в кампанії в районі Чорного моря від мису Тарханкут до порту Новоросійськ.
- 1980 рік — в кампанії в районі Чорного моря від мису Тарханкут до порту Очамчира.
- 1981 рік — в кампанії у районі Південного узбережжя Криму.

У червні 1992 року увійшов до складу Морських частин Державного комітету з охорони кордону України.

### У складі Військово-Морських Сил України
Наприкінці 1995 року було прийняте рішення про передачу Державною прикордонною службою України кораблів проєкту 1124П в склад Військово-Морських Сил України.
В січні 1996 року «Дніпро» разом з однотипним ПСКР «Ізмаїл» (рос. Измаил) передані ВМС. Військово-морський прапор України на кораблі було піднято 19 січня 1996 року. Корабель перекласифікований в корвет і перейменований на «Вінницю». Деякий час на кораблі знаходилися як прикордонний, так і флотський екіпаж.

Шеврон корвета

Після передачі корабля ВМСУ корвет «Вінниця» брав участь у багатьох багатонаціональних навчаннях

- липень 1996 р. — участь у міжнародних навчаннях «Кооператив партнер—1996».
- серпень 1996 р. — участь у навчаннях «Море—96».
- серпень-вересень 1996 р. — участь у міжнародних навчаннях «Класика—96» (Констанца, Румунія).
- квітень 1998 р. — участь у спільному збір-похід із загоном кораблів ЧФ Росії.
- квітень 1999 р. — участь у збір-поході.
- серпень 1999 р. — участь у міжнародних навчаннях «Фарватер миру—99».
- квітень 2000 р. — участь у збір-поході.
- червень 2000 р. — участь у міжнародних навчаннях «Кооператив партнер—2000».
- 2002 рік — міжнародні навчання «Сі Бриз—2002», «Фарватер-Форпост—2002», збір-похід.
- 2003 рік — навчання «Бриз—2003», «Фарватер миру—2003», «Кооператив партнер—2003» і «Чорноморське партнерство—2003». Узяв участь в активації чорноморської військово-морської групи за викликом (ЧВМГ) BLACKSEAFOR, в ході якої здійснив заходи до портів причорноморських держав. В цьому ж році був відзначений як найкращий корабель Військово-морських сил України.
- 2007 рік — участь у стратегічних навчаннях «Артерія—2007».

11 листопада 2007 року корабель потрапив у шторм, був пошкоджений форштевень, з того часу судно перебувало у ремонті. В липні 2010 року корабель отримав 250 тисяч гривень від Вінницької області на ремонт.
У 2013 році ВМС України розглядали можливість списання корвета через його критичний вік і технічну несправність.
Під час російсько-української війни у ході вторгнення РФ до Криму 22 березня 2014 був захоплений спецпризначенцями морської піхоти Чорноморського флоту Російської Федерації. Екіпаж українських ВМС зійшов на берег у повному складі. 19 квітня 2014 корвет було повернуто ВМС України. Через неспроможність рухатися своїм ходом, до Одеси він був доправлений буксиром «Ковель».
20 березня 2017 року командиром був призначений капітан-лейтенант Мельник Олексій.
Наприкінці вересня 2017 року судноремонтна верф «Україна» Одеського порту прийняла корвет «Вінниця» на ремонт. Корабель знаходився у доці № 4. Після визначення технічної можливості для його ремонту на ньому планувалося провести повний комплекс ремонтних і докових робіт. Далі корвет планувалося відправити на одне зі спеціалізованих підприємств у Києві, фахівці якого мали провести роботи з озброєнням та оснащенням корабля.
2 квітня 2018 року стали відомі попередні висновки спеціалістів, згідно з якими було визнано, що відновлення корабля до стану бойової готовності не є економічно доцільним. На кораблі тривалий час залишались несправними РЛС загального виявлення МР-302 «Рубка», гідроакустичні станції МГ-332 «Амгунь» та МГ-339Т «Шелонь», а також більшість систем озброєння, енергетична установка та більшість агрегатів.
22 серпня 2018 року після майже 11 місяців перебування в доці корабель був виведений з доку, але ремонт на ньому проведено так і не було. З того часу корвет був переведений до категорії навчальних та перебував у відстої, очікуючи на рішення про списання.
На початку 2021 року стало відомо, що було ухвалено рішення списати навчальне судно «Вінниця», рейдовий катер «Токмак» та ще один рейдовий катер. Було повідомлено, що церемонія спуску прапора на цих суднах відбудеться найближчим часом.
29 січня 2021 підписано наказ про списання, корабель списано.
У лютому 2021 року було оголошено, що колишній корвет можуть перетворити у музей.
У червні 2022 року стало відомо, що корабель, знаходячись біля причалу в Очакові, ліг на лівий борт. За словами військового аналітика Тараса Чмута, причиною цього стало те, що через непотрібність списаного судна підтриманням його стану ніхто не займався, внаслідок чого корпус колишнього корвета прогнив. Про плачевний стан корпусу судна і всіх його систем Чмут повідомляв ще у лютому 2021 року, коментуючи рішення про його списання. Попри це, Росія, прагнучи продемонструвати успішність нового етапу війни проти України, спробувала через свої канали пропаганди висунути версію про нібито потоплення корабля російськими військовими.

## Цікаві факти
- Входив до складу 5-ї бригади надводних кораблів Південного військово-морського району. Базувався в Новоозерному (Донузлав).
- Командир корабля — капітан 3 рангу Олександр Костюк (квітень 2008 — липень 2016).